# 小峰書店
株式会社小峰書店（こみねしょてん）は、東京都新宿区に本社を置く日本の出版社。主に絵本や童話などの児童書を出版するほか、海外児童書の訳出版や学習関連図書の出版も行う。また、児童文学賞の後援や児童文学の新人賞などの受賞作の書籍化・出版も行う。

## 沿革
- 1947年 - 小峰廣惠により東京都文京区西片町に株式会社小峰書店創業。
- 1948年 - 都内新宿区舟町に本社移転。
- 1960年 - 『目で見る学習百科事典』が第7回産経児童出版文化賞を受賞。
- 1980年 - 絵本『ひろしまのピカ』[1]を出版。
- 1987年 - 『バッケの原の物語』が第4回うつのみやこども賞を受賞。
- 1988年 - 現在の場所へ本社移転。
- 1993年 - 『まどさんとさかたさんのことばあそび』が第40回産経児童出版文化賞美術賞を受賞。
- 2000年 - 『調べよう グラフでみる日本の産業』が第2回学校図書館出版賞大賞を受賞。
- 2002年 - 短編集『空ゆく舟』が第42回日本児童文学者協会賞を受賞、さらに第32回赤い鳥文学賞と第16回赤い鳥さし絵賞を同時受賞。第1回日本児童文学者協会長編児童文学新人賞を受賞した『リューンノールの庭』[2]を出版し、第19回うつのみやこども賞を受賞。以後新人賞受賞作の出版を行う。
- 2003年 - 『ミックスジュース』が第21回新美南吉児童文学賞を受賞。『まぼろしの忍者』が第27回日本児童文芸家協会賞を受賞。
- 2004年 - 『ペーターという名のオオカミ』が第51回産経児童出版文化賞、第20回坪田譲治文学賞を受賞。
- 2006年 - 翻訳絵本『ふつうに学校にいくふつうの日』が第11回日本絵本賞翻訳絵本賞を受賞。
- 2007年 - 『世界一おいしい火山の本』が第54回産経児童出版文化賞ニッポン放送賞を受賞。

## 主な出版物
- 『ひろしまのピカ』（文・絵：丸木俊／協力：丸木位里）
- 『バッケの原の物語』（著：吉田とし／画：牧野鈴子）
- 『まどさんとさかたさんのことばあそび』（作：まど・みちお、阪田寛夫／絵：かみやしん）
- 『空ゆく舟』（作：沖井千代子／絵：石倉欣二）
- 『リューンノールの庭』（作：松本祐子／絵：佐竹美保）
- 『ミックスジュース』（作：唯野由美子／絵：長新太）
- 『まぼろしの忍者』（作：広瀬寿子／画：木内達朗）
- 『ペーターという名のオオカミ』（作：那須田淳／画：ミヒャエル・ゾーヴァ）
- 『ふつうに学校にいくふつうの日』（文：コリン・マクノートン／絵：きたむらさとし／訳：柴田元幸）
- 『世界一おいしい火山の本』（著：林信太郎／絵：川野郁代）
- 『目で見る学習百科事典』シリーズ全8巻
- 『日本の楽器』シリーズ全6巻
- 『恐竜の大陸』シリーズ全8巻(作：絵／黒川みつひろ)
- 『たたかう恐竜たち』シリーズ全17巻(作：絵／黒川みつひろ)
- 『恐竜だいぼうけん』シリーズ全15巻(作：絵／黒川みつひろ)